# NPO Radio 2 Top 2000

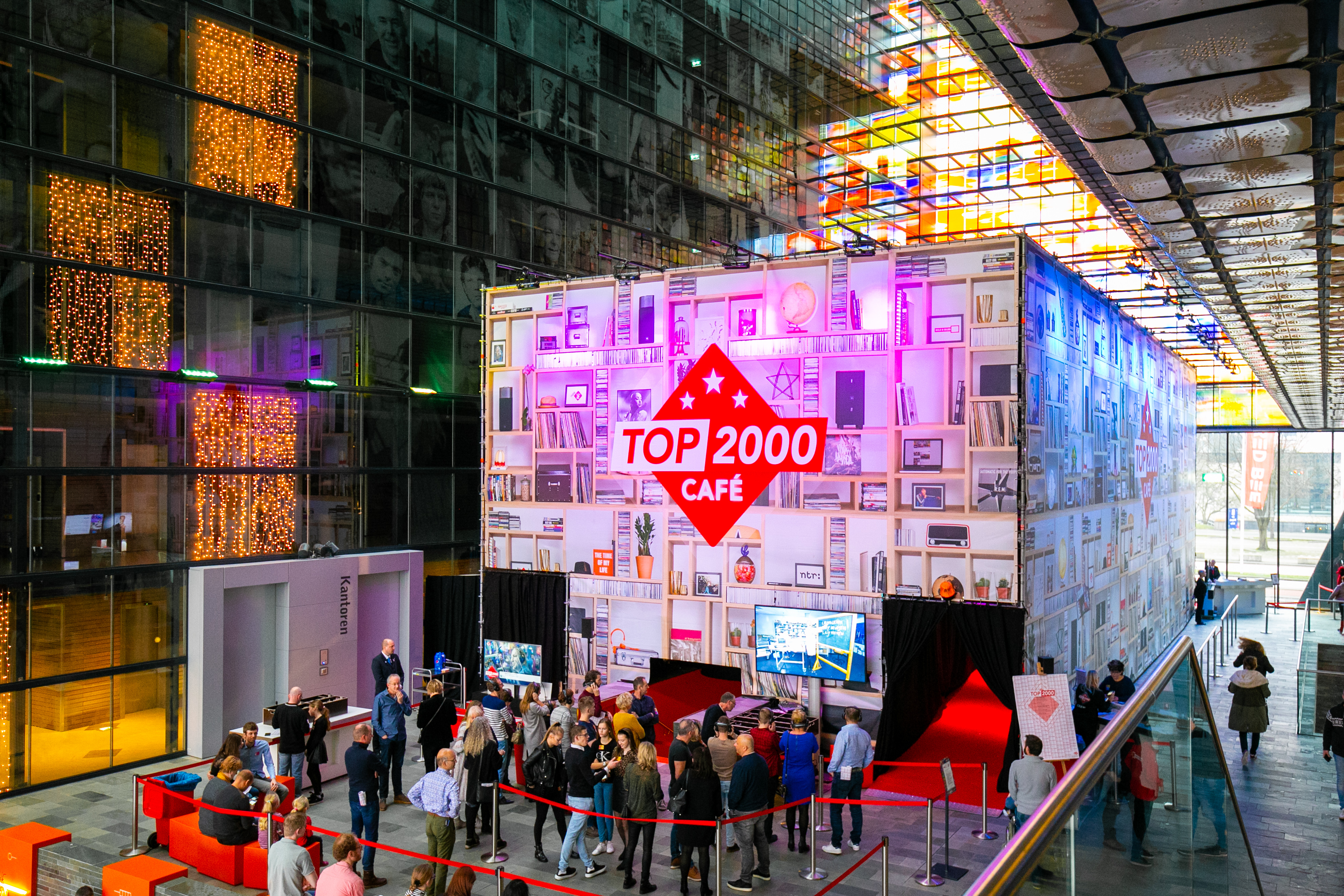
Buitenkant Top 2000 Café (in 2018)

De NPO Radio 2 Top 2000 is een jaarlijks terugkerend radioprogramma van de Nederlandse publieke radiozender NPO Radio 2. In de week tussen kerst en oud en nieuw worden de bij stemming tweeduizend populairst bevonden liedjes aller tijden achter elkaar gedraaid, waarbij iedereen mag meestemmen. De stemvraag is niet welk nummer beschouwd mag worden als het beste ooit, maar welke liedjes niet in de lijst mogen ontbreken. Het maximum aan te dragen nummers per stemmer werd door de jaren heen in stappen verhoogd naar 35. Alleen in 2008 kon er niet gestemd worden en werd de lijst gebaseerd op die van alle voorgaande jaren.
De eerste editie in december 1999 werd een enorm succes. De radiozender, toen nog Radio 2 geheten, besloot hierop het programma voortaan jaarlijks te herhalen. In de jaren na 1999 werd er gebruikgemaakt van een steeds uitgebreidere keuzelijst en kon er gestemd gaan worden via internet, waarbij meestal van de keuzelijst kon worden afgeweken. De Top 2000 werd met afstand het best beluisterde radioprogramma van Nederland. De start was aanvankelijk op tweede kerstdag, maar werd uiteindelijk vervroegd naar eerste kerstdag. De uitzendingen gaan non-stop door tot middernacht op oudejaarsavond. De te draaien liedjes worden aan elkaar gepraat door een radio-dj en de uitzending wordt elk uur onderbroken door de Ster-reclameblokken, de verkeersinformatie van de ANWB en het NOS Journaal, eerst NOS Radionieuws geheten. De radio-uitzending wordt vanaf 2010 uitgezonden vanuit het jaarlijks tijdelijk opgebouwde Top 2000 Café in het Nederlands Instituut voor Beeld en Geluid te Hilversum en inmiddels ook non-stop vanuit dit café met bewegende televisiebeelden.
In de 26 edities tussen 1999 en 2024 eindigde Bohemian Rhapsody van Queen 21 keer op nummer 1. In 2005 stond voor het eerst een ander bovenaan, namelijk Avond van Boudewijn de Groot. In 2010 en 2014 was dat Hotel California van de Eagles, in 2015 Imagine van John Lennon en in 2020 Roller Coaster van Danny Vera.

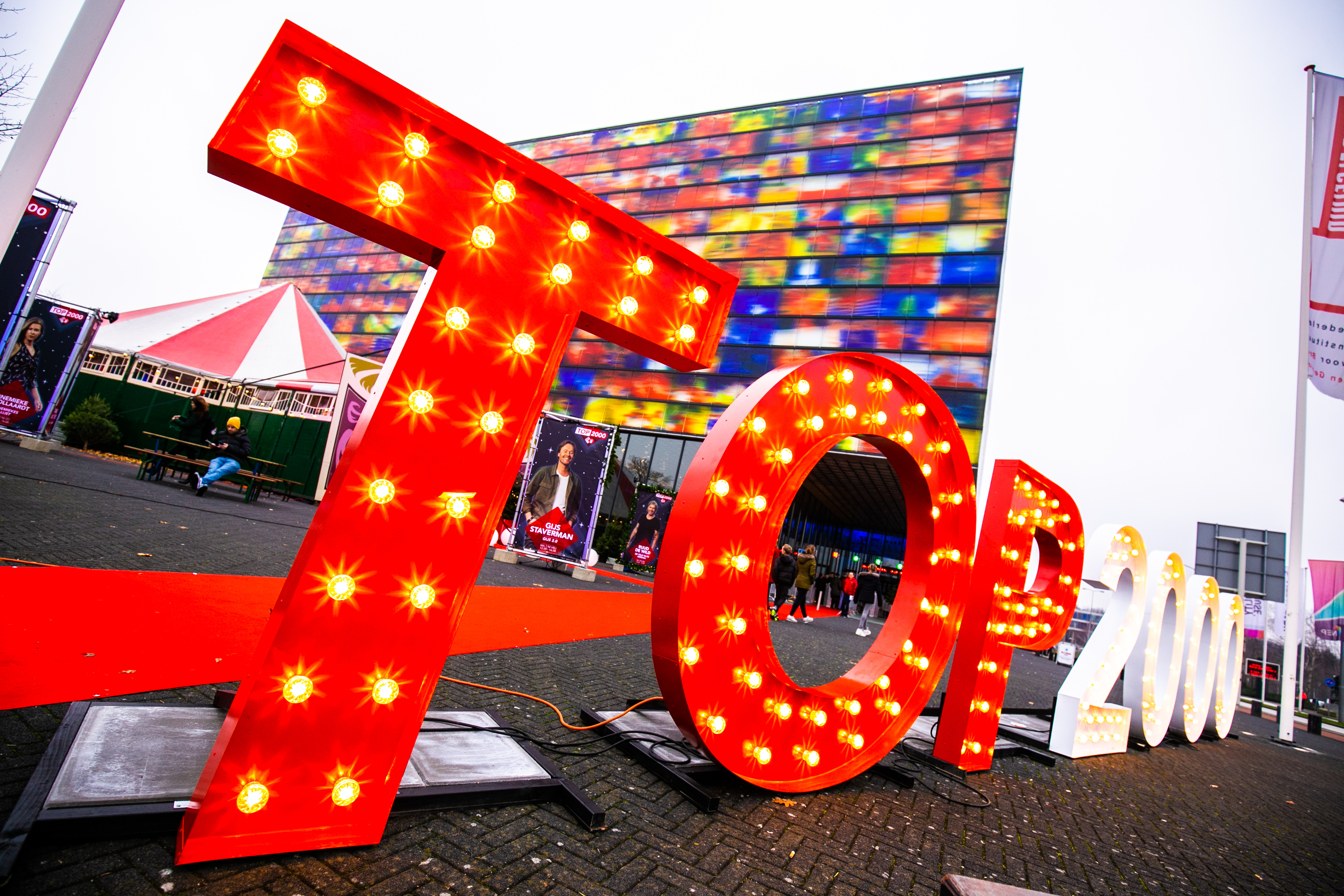
Top 2000-letters voor het Beeld en Geluid-museum tijdens de editie van 2018

## Geschiedenis

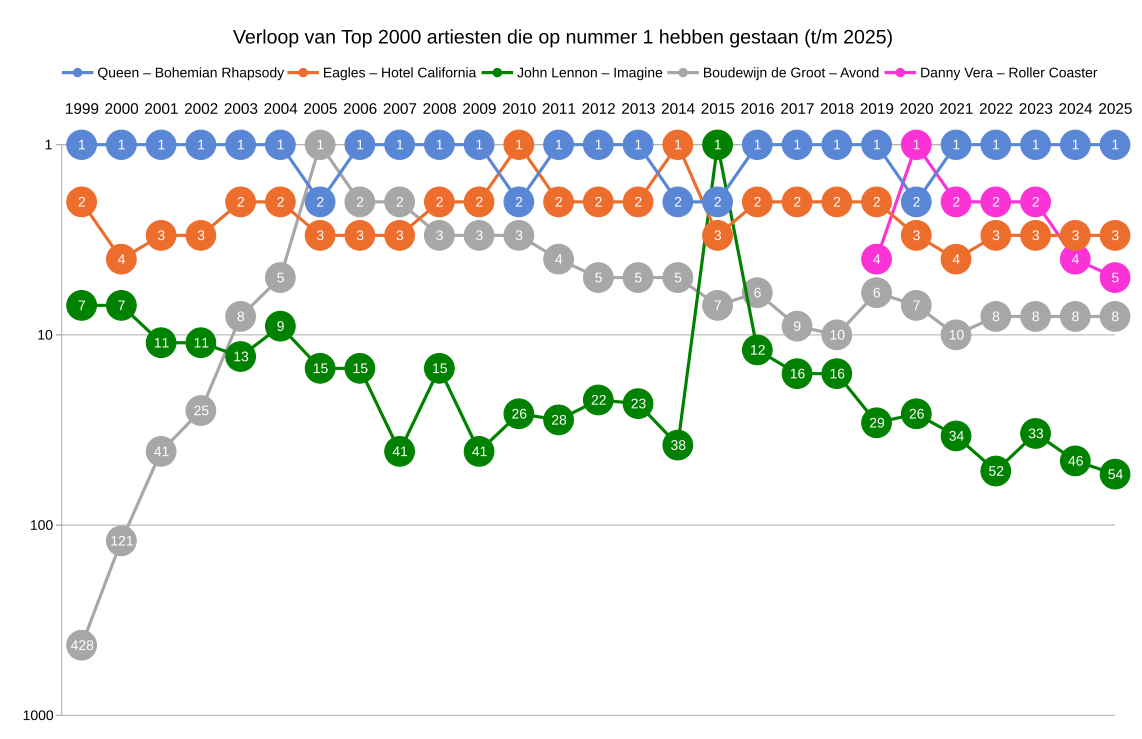
Overzicht van de vijf uitvoeringen die op nummer 1 hebben gestaan in de Top 2000

### 1999-2004
De luistercijfers van Radio 2 stortten in de kerstperiode altijd in als gevolg van de kerstprogrammering van concurrent Sky Radio. Mede daardoor bedacht zendermanager Kees Toering in 1998 de Millennium Top 2000, die oorspronkelijk bedoeld was als een eenmalig initiatief rond de millenniumwisseling en in eerste instantie tot weinig enthousiasme onder de dj's leidde omdat zij hun vaste programma die week moesten opgeven. Het idee was om het jaar 1999 uit en 2000 in te luiden met de beste tweeduizend nummers van de twintigste eeuw (het aantal verwees naar het nieuwe millenniumjaar.) Aan luisteraars werd in 1999 gevraagd om een lied uit te kiezen dat ze mee wilden nemen naar de volgende eeuw en waaraan ze een bepaalde herinnering hadden. Uiteindelijk werden er door de organisatie tweeduizend zogenaamde 'millenniumnummers' verzameld. Top 2000-projectleider van het eerste uur Fred Willems zei in 2023 niet meer te weten of al die nummers ook daadwerkelijk alleen van luisteraars afkomstig waren. Hij sloot niet uit dat de organisatoren achter de Top 2000 zelf ook liedjes aandroegen. Voor het opmaken van de lijstvolgorde werd een advertentie geplaatst in de gratis krant Sp!ts, dat toen een oplage had van 450.000 exemplaren. Daarin werden alle tweeduizend liedjes afgedrukt. Belangstellenden konden maximaal tien nummers uitkiezen, op een in de krant afgedrukt formulier invullen en via de post opsturen.
Voor de allereerste editie uit 1999 stond de Evangelische Omroep zendtijd af omdat zij niet achter de keuze van veel niet-christelijke nummers stonden. Bijzonder was verder dat de Top 2000 's nachts doorging, terwijl Radio 2 indertijd 's nachts niet in de lucht was.. De uitzending begon op 26 december 1999 om middernacht met het nummer Thank God I'm a Country Boy van John Denver vanuit een neutrale radiostudio in het Videocentrum op het Media Park. Toen bleek dat de luistercijfers van Radio 2 tijdens de Millennium Top 2000 verviervoudigd waren, werd besloten dit evenement het jaar daarop te herhalen.
In 2000 werd voor het eerst gebruikgemaakt van een volledig vrije keuze. Daarvan werd bij de derde tot aan de zesde editie weer afgeweken en werd opnieuw gekozen voor een door Radio 2 samengestelde keuzelijst, die elk jaar licht groeide. Volgens Toering werden in de beginjaren langere nummers die niemand kende en die hetzelfde aantal stemmen hadden als kortere nummers opzettelijk 's nachts geprogrammeerd. Toering gaf in 2021 de volgende reden: "Om die prime time te draaien vonden we onhandig, want dan gaan mensen weg. Ook besloten we dat ieder uur met een uptempo nummer moest beginnen; dat was een van de radiowetten."
In 2004 werd op oudejaarsavond de finale voor het eerst uitgezonden vanaf de woonboot van radio-dj Hans Schiffers in Almere, een van de presentatoren van de Top 2000.

### 2005
In 2005 was er na zes jaar een nieuwe nummer 1: Avond van Boudewijn de Groot. Het bereikte de eerste plaats dankzij een promotieactie van radio-dj Bert Kranenbarg van Radio 2. Een jaar eerder stond het lied nog op plek vijf. 
Ook de stemprocedure wijzigde: voorafgaand konden mensen hun favorieten die niet in de keuzelijst stonden, opgeven voor een tiplijst. Hierdoor kwamen enkele nieuwe, maar ook oude, nummers hoog binnen in de lijst. De hoogste nieuwe binnenkomer was Katie Melua met Nine Million Bicycles op nummer 23.

### 2006
De stemperiode duurde in 2006 drie weken. De top 10 werd deze keer bepaald in een avondvullend belspelachtig televisieprogramma, hetgeen bij veel Top 2000-fans in het verkeerde keelgat schoot. Naar het programma met Mathijs van Nieuwkerk als presentator keken 1,8 miljoen mensen. Bohemian Rhapsody, dat na het internetstemmen de nummer 1-positie weer bleek te hebben ingenomen, hield deze positie gedurende de finale vast. Met steun van de fanclub van Marco Borsato kwam zijn dit jaar uitgebrachte lied Rood binnen op 17.
Meer dan zeshonderd verhalen over herinneringen die mensen aan een bepaald lied hebben en bij- en afkondigingen van de liedjes op de radio ten gehore werden gebracht, werden door het Nationaal Archief opgeslagen als uitwerksel van de Nederlandse cultuur aan het eind van de twintigste eeuw.

### 2007
De Top 2000-organisatie weerde twee nummers die door lobbygroepen gepusht werden om ze in de top 10 te krijgen. Het ging om Tell the World van de christelijke band Hillsong United en 't Het nog nooit zo donker west, gezongen door Ede Staal. Dit laatste lied stond al jarenlang op nummer 1 van de vergelijkbare lijst van Radio Noord. Ard Mostert ontketende via e-mail en Hyves een grootschalige oproep om op Hillsong United te stemmen. Het Dagblad van het Noorden riep zijn lezers op om op dat van Staal te stemmen, waardoor er volgens de organisatie oneerlijke concurrentie ontstond. Volgens Toering kregen de beide nummers het jaar ervoor respectievelijk nul en 'een paar' stemmen. De lobby van Radio 2-dj's, zoals die waarin Avond in 2005 de nummer 1 was geworden, was wel acceptabel omdat dit als een lied van Radio 2 werd gezien. Ede Staal en Hillsong werden daarentegen zelden of nooit op deze radiozender gedraaid.
Veel groepen waar al lang voor gepleit was door fans kwamen dit jaar ook op de lijst terecht, onder andere Radiohead, Joy Division, Pearl Jam, Visage en The Clash. Ook kwamen er in verhouding veel Nederlandstalige nummers binnen. 
Dit jaar werd op oudejaarsavond voor de vierde achtereenvolgende en laatste keer de finale uitgezonden vanaf de Almeerse woonboot van Hans Schiffers.

### 2008
Vanwege het tienjarig jubileum werd deze editie anders samengesteld. Alle aangedragen stemkeuzes van de eerste negen edities (volgens de organisatie 7,1 miljoen stemkeuzes in totaal) werden bij elkaar opgeteld, waarmee een nieuwe lijst werd samengesteld. De lijst van 2008 kende hierdoor geen nieuwe binnenkomers.

### 2009
De uitzendtijd werd uitgebreid van 144 uur naar 156 uur: de uitzending van de Top 2000 begon vanaf nu op eerste kerstdag om twaalf uur 's middags. Er kon gestemd worden van 16 november tot en met 4 december. Radio 2 liet weten dat er ruim 150 stemmen nodig waren om een lied een plek op de lijst te geven.
Dit jaar was de top 3 ongewijzigd en waren er 217 nieuwe binnenkomers, waarvan drie in de top 50: Viva la vida van Coldplay op plaats 11, Dochters van Marco Borsato op 25 en Make You Feel My Love van Adele op 28.
Dit jaar kwamen er vanwege de dood van Ramses Shaffy, drie dagen voor het einde van het tellen van de stemmen, drie nummers van hem in de top 10. Van de eveneens dit jaar overleden Michael Jackson stonden er drie keer zo veel nummers in de lijst als in 2008 (27 in 2009 tegen 9 in 2008).

### 2010
Het Eindhovens Dagblad concludeerde na eigen onderzoek dat op basis van de uitgebrachte stemmen in elk geval in 2009 en 2010 tientallen nummers ten onrechte niet op de lijst stonden of veel lager genoteerd waren.
Dit jaar stemden bijna 200.000 mensen die een kleine twee miljoen stemmen uitbrachten. Er werden 5213 muziektitels van 2239 artiesten aangedragen. De meeste stemmen werden uitgebracht op muziek van The Beatles (2,88% en 61 titels), gevolgd door Queen met 2,31% en 29 nummers. Daarna kwamen The Rolling Stones met 1,76% en 54 titels.
Er was een andere nummer 1: Hotel California van de Eagles. The Beatles hadden de meeste noteringen: 52, met als hoogste Hey Jude op plaats 24. Michael Jackson viel, ruim een jaar na zijn overlijden, terug van 27 naar 14 nummers. Vanaf deze editie werd gestart met uitzenden vanuit het "Top 2000 Café" in Beeld en Geluid op het Mediapark in Hilversum. Dj Bert Haandrikman opende dat jaar vanaf 12:00 uur de uitzending.

### 2011

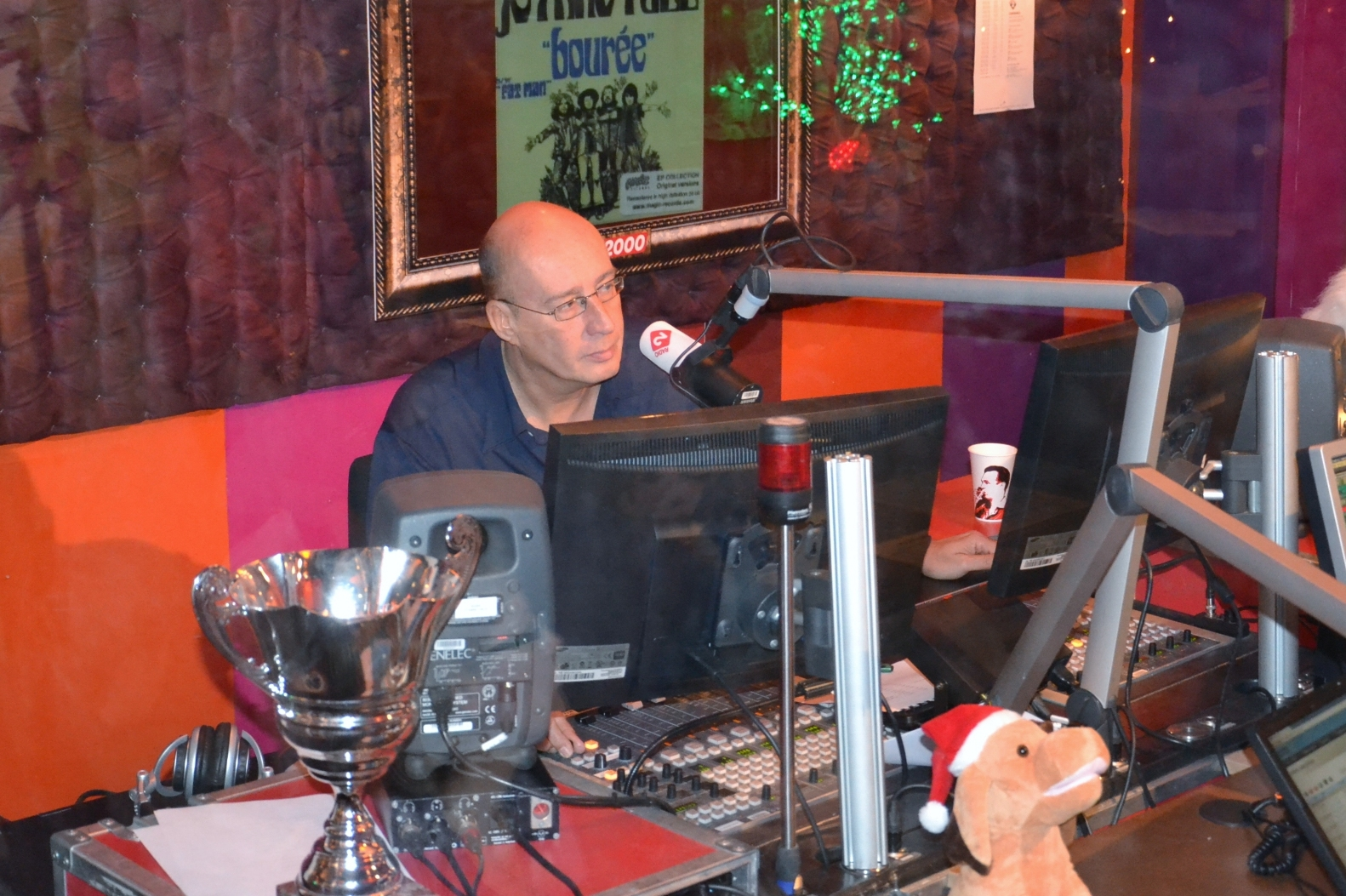
Daniel Dekker tijdens de presentatie van de Top 2000 in 2011

De hoogste drie nieuwe binnenkomers zijn alle van Adele: Someone Like You (6) (tevens de hoogste nieuwe binnenkomer tot dan toe), Rolling in the Deep (21) en Set Fire to the Rain (26). De aftrap van deze editie vond plaats vanuit het ruimtestation ISS door astronaut André Kuipers, die nummer 2000, Torn van Natalie Imbruglia, aankondigde.

### 2012
Van de eerdere achttien solosingles van Cliff Richard in de Top 2000 verdwenen de laatste drie. Living Doll, dat Richard met The Young Ones zong, bleef over op plaats 1574. De Facebook-actie om Angel of Death van Slayer in de Top 2000 te krijgen, had succes. De thrashmetalband kwam binnen op 199.

### 2013
De grootste stijgers van dit jaar waren Redemption Song van Bob Marley en Mag ik dan bij jou van Claudia de Breij. De grootste dalers waren Call Me Maybe van Carly Rae Jepsen en The Power of Love van Céline Dion.

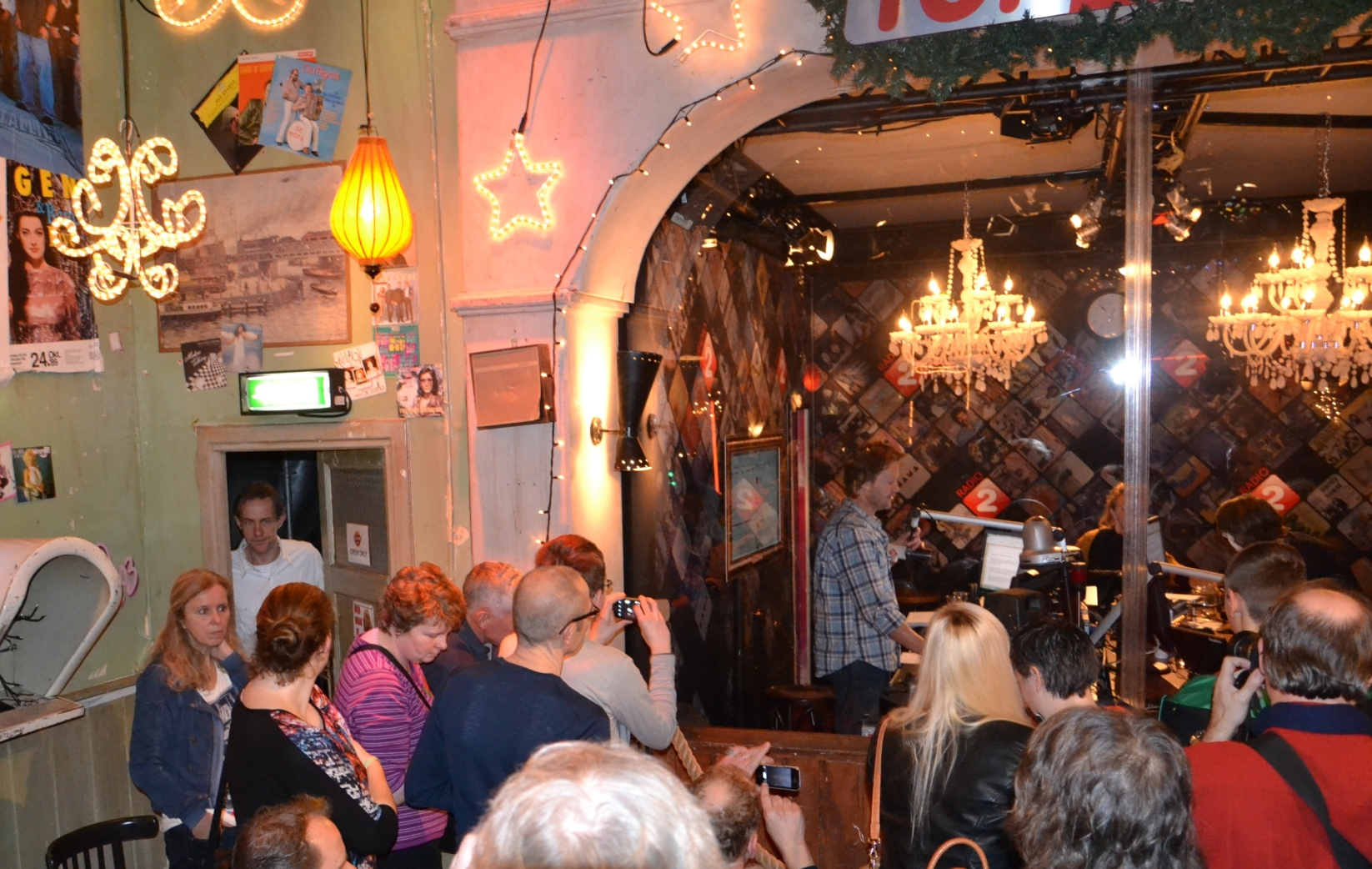
Het Top 2000 Café in 2013, met Gijs Staverman

### 2014
Vanaf dit jaar heet het radioprogramma "NPO Radio 2 Top 2000". Hotel California van The Eagles stond op nummer 1. Een opvallende stijger was Mag ik dan bij jou, die van 472 naar 19 sprong. De grootste stijger was Home Again van Kensington, dat 1680 plekken steeg naar nr. 180. De hoogste binnenkomer was Home van Dotan op 82. Ook de twee daaropvolgende hoge binnenkomers waren van Nederlandse bodem: de Eurovisiesongfestivalinzending Calm after the Storm van The Common Linnets (145) en Shoes of Lightning van Racoon (184). Angel of Death van Slayer was na een jaar afwezigheid de hoogste niet-Nederlandse binnenkomer op plek 210. In de top 10 stond Pink Floyd wederom met drie nummers genoteerd. Piano Man van Billy Joel kwam voor het eerst de top 10 binnen, op 7. The Beatles verloren negen nummers tegenover het jaar ervoor.
De vaakst genoteerde artiesten waren dit jaar The Beatles (41), The Rolling Stones (30), Queen (26, waarvan één met David Bowie en één met George Michael), Michael Jackson (22), U2 (22, waarvan één met Mary J. Blige) en ABBA (21). Er werd een recordaantal nummers aangedragen: 3,8 miljoen, vijftien procent meer dan in 2013. Elke individuele stemmer kon twintig nummers aandragen.

### 2015
Voor het eerst stond Imagine van John Lennon op nummer 1. Naar alle waarschijnlijkheid hing dit samen met de aanslagen in Parijs eerder in november, waarbij de in Duitsland wonende pianist Davide Martello ter nagedachtenis op verschillende plaatsen in Parijs het nummer ten gehore bracht. Voor en tijdens de stemweek werd dit nummer daarnaast vaak genoemd om als geste op te stemmen (om een statement te maken).
Muse had de meeste nieuwe platen in deze editie en ging van vier naar negen noteringen. De Pokémon-intro Gotta Catch 'Em All kwam door een actie van Wisse Ten Bosch op Facebook voor het eerst in de Top 2000 terecht. Het lied stond op plek 1666. De uitzending begon dit jaar om 09.00 uur op eerste kerstdag, drie uur eerder dan sinds 2009.

### 2016
Mensen konden op twintig nummers uit de keuzelijst stemmen en ook nog vijftien zelf gekozen liedjes inbrengen. De stemweek begon op 25 november. Op 2 december sloot de stemweek af met de bekendmaking van de top drie. Queen stond wederom op 1 met Bohemian Rhapsody, gevolgd door de Eagles met Hotel California, terwijl de derde plek was gereserveerd voor Led Zeppelin met Stairway to Heaven. Een opvallende stijger was Heroes van de eerder dat jaar overleden David Bowie, dat van plaats 60 naar plaats 7 ging. Purple Rain van de eveneens in 2016 overleden Prince steeg van 62 naar 13.

### 2017
De stemweek liep van 1 tot en met 8 december. Met een stembus werden verschillende locaties in Nederland aangedaan. Er kwam kritiek omdat op de laatste dag al vanaf 20.00 uur niet meer gestemd kon worden. Volgens de critici was dat door de organisatie niet goed gecommuniceerd. Deelnemers waren verplicht om minimaal vijf nummers op te geven. Het maximum was 35. 
Op de slotdag werd de top 10 bekendgemaakt. De top 5 was gelijk aan die van 2016. Avond werd het hoogst genoteerde Nederlandstalige nummer op plaats 9. The Beatles hadden de meeste nummers in de lijst (37), gevolgd door The Rolling Stones (28), Queen (27 nummers, waarvan twee in duet, met David Bowie en George Michael), Coldplay (25). Van de Nederlandstalige bands had BLØF de meeste noteringen (achttien, waarvan twee in duet). De volledige lijst werd op 19 december bekendgemaakt.
Koning Willem-Alexander noemde de Top 2000 dit jaar in zijn kersttoespraak: "Het kleine en persoonlijke raakt met Kerstmis aan het grote en gemeenschappelijke. Dit zijn dagen waarin we beschutting zoeken, thuis of bij familie en vrienden. Voor even de onzekere wereld buitensluiten. Even niets anders aan het hoofd dan Stille Nacht of de Top 2000."

### 2018

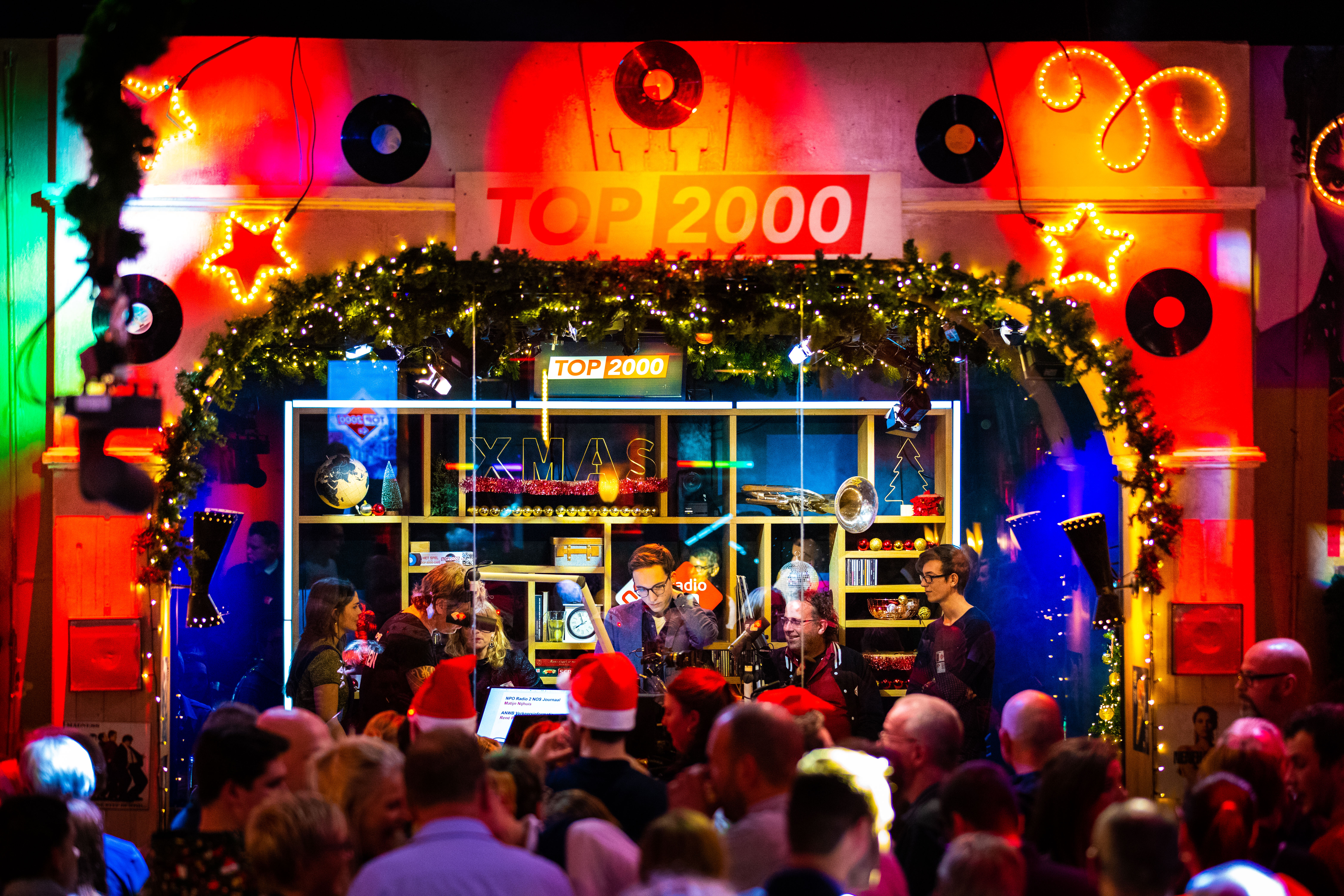
Zicht op de radiostudio in het Top 2000-Café van waaruit in 2018 werd uitgezonden met achterin de dj's Ruud de Wild (2e links) en Rick van Velthuysen (2e rechts).

Er kon dit jaar gestemd worden van 1 tot en met 7 december. Er mochten minimaal vijf en maximaal 35 nummers genomineerd worden. De stemmers waren vanaf 2018 volledig vrij in hun keuze. De gekozen nummers hoefden niet meer naderhand per e-mail bevestigd te worden.
De stembus reed naar twaalf locaties in Nederland, evenals naar het Top 2000 Café. Op de laatste dag kon er tot 19:00 uur gestemd worden. Tien minuten later werd de top 10 bekendgemaakt. De plaatsen 1 en 2 bleven hetzelfde, maar Piano Man van Billy Joel steeg naar nummer 3. Ook Wish You Were Here van Pink Floyd kwam voor het eerst de top 5 binnen. Een opvallende stijger was Africa van Toto, dat van 25 naar 8 ging. Avond was wederom de hoogste Nederlandse notering met plaats 10. De hoogste nieuwe binnenkomer was de in april van dat jaar overleden Avicii, wiens nummer Levels op 260 stond. Davina Michelle was met haar nummer Duurt te lang de hoogste Nederlandse binnenkomer in de lijst, ze eindigde op plaats 477. Daarmee was ze de eerste winnaar van de nieuwe Top 2000 Award, de prijs voor de hoogste nieuwe Nederlandse binnenkomer.
The Beatles hadden de meeste in de lijst (38). Ze werden op de voet gevolgd door Queen, waarvan het aantal nummers dit jaar met 7 toenam tot 35 (waarvan twee in duet). Hierna kwamen Coldplay (28, waarvan twee duetten), The Rolling Stones (26) en U2 (ook 26, waarvan drie duetten). Van de Nederlandstalige bands had BLØF de meeste noteringen (19, waarvan twee in duet).

### 2019
Er kon wederom gestemd worden van 1 tot en met 7 december. De stemreglementen waren hetzelfde als in 2018. In de top drie waren geen verschuivingen, maar op de vierde plaats was Roller Coaster van Danny Vera de hoogste nieuwe binnenkomer in de geschiedenis van de Top 2000. Ook op de negende plaats stond een nieuwe binnenkomer, namelijk De boer dat is de keerl van Normaal. Er was opgeroepen om dit nummer op de eerste plaats te krijgen ter ondersteuning van de boerenprotesten. Child in Time van Deep Purple was voor het eerst sinds het begin van de Top 2000 uit de top 10 verdwenen.
Bij deze Top 2000-editie had Queen de meeste noteringen, te weten 37, en stootte daarmee The Beatles van de troon. Dit jaar begon de uitzending een uur eerder, op 25 december om 08.00 uur.

### 2020
De stemweek liep nu van 1 tot en met 7 december. De stemprocedure bleef ongewijzigd. Roller Coaster van Danny Vera, dat een jaar eerder was binnengekomen op de vierde plaats, steeg naar de eerste plaats. Bohemian Rhapsody van Queen en Hotel California van de Eagles stonden op de tweede en derde plaats en zakten zo allebei een positie. Een opvallende binnenkomer in de top 10 was Heroes van David Bowie, dat in 2019 nog op plaats 27 stond.
De uitzending van de lijst duurde in 2020 acht uur langer dan in het voorgaande jaar (in totaal 168 uur). De uitzending begon dit jaar op eerste kerstdag om 00:00 uur. Volgens NPO Radio 2 was hiervoor gekozen zodat er meer albumversies van nummers konden worden gedraaid, in plaats van de kortere singleversies.
In verband met de coronapandemie was er dit jaar geen bezoek toegestaan in het Top 2000 Café: tijdens de uitzending was Nederland in lockdown. In plaats daarvan kon men via Zoom videobellen. Verschillende bellers verschenen op televisieschermen in het café. Mirjam Stolk en Hanneke de Raaff waren op televisie elke dag een uur lang als gebarentolk te aanschouwen.

### 2021
De stemweek liep van 27 november 11.30 uur tot 3 december 1.00 uur. Het publiek kon opnieuw minimaal vijf en maximaal 35 nummers aandragen. De gekozen nummers konden niet gerangschikt worden. Er kon gekozen worden uit een reeks voorbeelden, maar men kon ook een geheel eigen keuze maken. Binnen een uur na het afsluiten van de stemweek werd de top 10 bekendgemaakt. Bohemian Rhapsody van Queen was het meest genoemd en kwam daardoor na twee jaar weer op de eerste plaats. Roller Coaster van Danny Vera zakte naar de tweede, terwijl A Whiter Shade of Pale van Procol Harum op de derde plaats stond, en daarmee voor het eerst sinds 1999 in de top 10 was te vinden. De aanleiding was de moord in juli op de in Nederland bekende misdaadverslaggever Peter R. de Vries, die het bestempeld had als zijn favoriete nummer. Radar Love van Golden Earring stond op de zesde plaats en kwam daarmee ook voor het eerst de top 10 binnen, nadat medeoprichter George Kooymans eerder dat jaar wegens de progressieve ziekte ALS gedwongen werd te stoppen met het maken van muziek. La bohème van Charles Aznavour was de hoogste nieuwe binnenkomer op 278; de laagste klassering ooit voor de hoogste nieuwe plaat. Op 16 december volgde de bekendmaking van de gehele Top 2000.
Net als een jaar eerder bleef het Top 2000 Café dicht wegens de coronapandemie, omdat ook ditmaal Nederland in een lockdown zat. In plaats daarvan kon men weer via Zoom videobellen en verschenen verschillende bellers op televisieschermen in het café.
Ook dit jaar werd een deel van de nummers uitgebeeld door gebarentolken Mirjam Stolk en Hanneke de Raaff, die elke dag een uur lang te zien waren in de livestream.

### 2022
De stemweek liep van 1 december 08.30 uur tot 7 december 15.00 uur. Het publiek kon opnieuw op minimaal 5 en maximaal 35 nummers stemmen. Er werd op de virtuele stempagina een rits voorbeelden gegeven waarop gestemd kon worden, maar men kon ook een gedeeltelijke of geheel eigen keuze maken. Het bevestigen per e-mail, dat in 2018 was afgeschaft, werd weer ingevoerd om fraude te bemoeilijken.
De top 10 werd twee uur na het eind van de stemweek door dj Ruud de Wild aangekondigd in het programma De Wild in de Middag, voor deze gelegenheid rechtstreeks vanuit het Top 2000 Café in Beeld en Geluid. De nummers 1 en 2 bleven hetzelfde, terwijl Hotel California de derde plaats bezette. Verder stond Fix You van Coldplay voor het eerst in de top 5, en had Queen twee nummers in de top 10; naast Bohemian Rhapsody was dit Love of My Life op plaats 10.
Het Top 2000 Café was na twee jaar coronabeperkingen weer voor het publiek geopend. Voor het eerst was het café 24 uur per dag te bezoeken. Ook kon men nog altijd op televisieschermen in het café verschijnen.
De drie hoogste nieuwe binnenkomers dit jaar waren alle van Nederlandse bodem: Bankzitters met Je blik richting mij (370), Son Mieux met Multicolor (179) en Goldband met Noodgeval (55).

### 2023
De stemweek liep van 1 december 08.30 uur tot 8 december 15.00 uur. De stemregels waren hetzelfde als in 2022. In vergelijking met een jaar eerder bleef de top 10 gelijk. Ter gelegenheid van de 25e editie werd van 11 tot en met 15 december voor het eerst "De Extra 500" uitgezonden, een lijst met nummers die op de plaatsen 2001 tot en met 2500 staan. De toegangskaarten tot het Top 2000 Café waren binnen twee uur uitverkocht.
Caroline van der Plas voerde actie om het lied Sweet Caroline van Neil Diamond in de top 10 te krijgen. Zij deed daartoe een persoonlijke oproep in het radioprogramma Top 2000 Stemweek. De plaat behaalde de 71e plek, een stijging van bijna honderd plaatsen vergeleken met een jaar eerder, toen deze op plek 169 stond. Tot dan was de hoogste notering de 144e in 2021. Oud-Utrechter Joop de Jager lukte het om Utereg me stadje van Herman Berkien in de Top 2000 te krijgen. Het lied kwam voor het eerst binnen op plek 1731. De West-Friese feestband Oôs Joôs lobbyde succesvol om Bloemkôle in de lijst te krijgen. Dit nummer kwam terecht op plaats 805.
Het Nederlands Instituut voor Beeld en Geluid in Hilversum hield van 19 tot en met 31 december een expositie over de 25 edities van de Top 2000.

### 2024
Nieuw was dat stemmers tijdens de stemweek hun al ingestuurde lijst nog konden aanpassen. Voor de rest bleven de stemregels hetzelfde. In de top 50 stonden drie vrouwen. Lady Gaga bereikte met Bradley Cooper plaats 44 met hun duet Shallow. Anni-Frid Lyngstad en Agnetha Fältskog stonden als leden van ABBA met Dancing Queen op 49. 51,8% van de stemmers was man, tegenover 47,7% vrouw; volgens NPO Radio 2 het kleinste verschil ooit. Voor het eerst was er, direct voorafgaand aan de uitzending van de Top 2000, live-publiek aanwezig bij de openingsshow op televisie. Deze muzikale show werd uitgezonden vanuit de Stadsschouwburg Haarlem. De stemweek liep van 29 november 08.30 uur tot 6 december 16.00 uur. 
Bohemian Rhapsody stond wederom bovenaan. De tweede plaats werd ingenomen door Fix You van Coldplay, die op de hoogste positie ooit stond. Op zes stond de hoogste nieuwe binnenkomer, Better Days van Dermot Kennedy. Dit was het favoriete nummer van de in Nederland van het tv-programma Over Mijn Lijk bekende Eva Hermans-Kroot, die tijdens de stemweek overleed. Naar aanleiding van haar overlijden werd massaal opgeroepen om op het lied te stemmen. Bohemian Rhapsody scoorde een top 10 notering in alle zeventien leeftijdscategorieën. Met uitzondering van de leeftijden 41 t/m 50 en 66 t/m 75 scoorde het een nummer 1-notering. Zelfs in de leeftijdscategorie 0-15 jaar werd Bohemian Rhapsody het meest genoemd met daarnaast wel vier nummers van de Bankzitters in de top 10.
Joost Klein won de Top 2000 Award voor hoogste Nederlandse nieuwkomer op plek 139 met zijn Europapa dat hij eerder dat jaar op het Eurovisiesongfestival ten gehore bracht. Voor het Top 2000 Café werden alle 25.000 toegangskaarten binnen een uur verkocht. Deze editie van de Top 2000 behaalde ruim de helft van het radiopubliek in nagenoeg alle leeftijdsgroepen, met als laagste aandeel 47,0% bij vijftigplussers en als hoogste 59,0% in de leeftijdsgroep 20 tot 49 jaar. Er vond een stijging plaats in alle leeftijdsgroepen ten opzichte van het voorgaande jaar en in totaal luisterden zo'n 6,9 miljoen naar het programma.

## Tune
De vaste tune van het programma is sinds het begin een cover van het nummer Overture van de Britse rockband The Who en afkomstig van de rockopera Tommy uit 1969. De tune werd voor het eerst in 1999 opgenomen door het Metropole Orkest onder leiding van Dick Bakker. Daarnaast speelde het Metropole Orkest in 1999 meerdere bekende radiotunes in voor de Top 2000, zoals de tune van TROS Nachtwacht (die 's nachts als openingstune werd ingezet) en de tune van de TROS Europarade, die in de beginjaren aan het eind van ieder uur werd gebruikt bij het voorlezen van de gedraaide platen van het afgelopen uur. In 2016 werd de muziek in een ander jasje gestoken, maar de originele tune is altijd de basis geweest. 

## Presentatie
- Marc Adriani (2009–2012, 2014)
- Bart Arens (2015–heden)
- Giel Beelen (2020–2021)
- Jurgen van den Berg (2011)
- Leo Blokhuis (2019)
- Cobus Bosscha (2009)
- Carolien Borgers (2020–2021)
- Evelien de Bruijn (2016–2018)
- Daniël Dekker (1999–2008, 2011, 2013)
- Gerard Ekdom (2015–2017)
- Sjors Fröhlich (1999)
- Wouter van der Goes (2014–2023)
- Sander Guis (2011–2013)
- Bert Haandrikman (2002–2015)
- Tannaz Hajeby (2024)
- Sander de Heer (2007–2014)
- Desiree van der Heiden (2022–heden)
- Tom Herlaar (2004)
- Ruud Hermans (2001, 2003–2004)
- Marisa Heutink (2016)
- Frank van 't Hof (2015–2023)
- Jeroen van Inkel (2020–heden)
- Jeroen Kijk in de Vegte (2001–2002, 2018–heden)
- Corné Klijn (2011, 2015)
- Kasper Kooij (2012–2013)
- Jeanne Kooijmans (2000)
- Bert Kranenbarg (1999–2008, 2010, 2012)
- Pedro van Looij (2000–2001)
- Daniël Lippens (2024)
- Ferry Maat (1999–2000)
- Morad El Ouakili (2022–heden)
- Riks Ozinga (2001–2002)
- Timur Perlin (2019: ingevallen voor Annemieke Schollaardt)
- Paul Rabbering (2018–2020, 2021: ingevallen voor Gijs Staverman, 2022–heden)
- Jan-Willem Roodbeen (2005–2012, 2014–heden)
- Hans Schiffers (1999–2014)
- Annemieke Schollaardt (2017–heden)
- Cielke Sijben (2017: presentatrice, 2016–2018: sidekick Ruud de Wild)
- Hans Smit (2004–2006)
- Frits Spits (1999–2000, 2002, 2005–2008)
- Stefan Stasse (1999–2010, 2012, 2015–2018)
- Jan Steeman (1999)
- Ron Stoeltie (1999–2002, 2004–2008)
- Gijs Staverman (2013–2023)
- Henk van Steeg (2011–2013)
- Rob Stenders (2003, 2009, 2015–2016, 2018–2019)
- Harjo Thijs (1999)
- Roderick Veelo (2003)
- Rick van Velthuysen (2018–2019, 2021)
- Jasper de Vries (2014–2015, 2024)
- Alfred van de Wege (2010–2012)
- Ruud de Wild (2016–heden)
- Emmely de Wilt (2019–heden)
- Jeffrey Willems (1999–2000, 2002–2005)

## Overzicht per jaar
| 1999 | Bohemian Rhapsody Queen   | Hotel California Eagles   | Child in Time Deep Purple           |                   | 2000 | 0   | 0    | 0    | Bohemian Rhapsody Queen (1)                    | -                                                                      | -                                                                       |
| 2000 | Bohemian Rhapsody Queen   | Child in Time Deep Purple | Stairway to Heaven Led Zeppelin     |                   | 612  | 0   | 573  | 810  | November Rain Guns N' Roses (10)               | Thank God I'm a Country Boy John Denver (1263)                         | Bright Side of the Road Van Morrison (-929)                             |
| 2001 | Bohemian Rhapsody Queen   | Child in Time Deep Purple | Hotel California Eagles             |                   | 114  | 339 | 603  | 934  | Streets of Philadelphia Bruce Springsteen (76) | Ruby, Don't Take Your Love to Town Kenny Rogers & First Edition (1547) | Dead End Street The Kinks (-1443)                                       |
| 2002 | Bohemian Rhapsody Queen   | Child in Time Deep Purple | Hotel California Eagles             | > 270.000 stemmen | 36   | 199 | 762  | 995  | De kapitein deel II Acda en De Munnik (105)    | Rose Garden Lynn Anderson (1604)                                       | Only You Flying Pickets (-1361)                                         |
| 2003 | Bohemian Rhapsody Queen   | Hotel California Eagles   | Child in Time Deep Purple           | > 700.000 stemmen | 91   | 96  | 799  | 1003 | Dansen aan zee BLØF (103)                      | Eye in the Sky The Alan Parsons Project (1682)                         | Rose Garden Lynn Anderson (-1746)                                       |
| 2004 | Bohemian Rhapsody Queen   | Hotel California Eagles   | Child in Time Deep Purple           |                   | 30   | 96  | 851  | 1009 | White Flag Dido (57)                           | Blauwe ruis BLØF (1625)                                                | Hello Mary Lou Ricky Nelson (-940)                                      |
| 2005 | Avond Boudewijn de Groot  | Bohemian Rhapsody Queen   | Hotel California Eagles             | 1,0 miljoen       | 120  | 55  | 632  | 1187 | Nine Million Bicycles Katie Melua (23)         | The Closest Thing to Crazy Katie Melua (1854)                          | She Likes Weeds Tee Set (-1310)                                         |
| 2006 | Bohemian Rhapsody Queen   | Avond Boudewijn de Groot  | Hotel California Eagles             | 2,0 miljoen       | 85   | 54  | 769  | 1076 | Rood Marco Borsato (17)                        | Time to Say Goodbye Andrea Bocelli & Sarah Brightman (1667)            | Intro/Sweet Jane Lou Reed (-951)                                        |
| 2007 | Bohemian Rhapsody Queen   | Avond Boudewijn de Groot  | Hotel California Eagles             | 1,9 miljoen       | 135  | 45  | 695  | 1117 | If You Were a Sailboat Katie Melua (101)       | Als de morgen is gekomen Jan Smit (1724)                               | Two Shots of Happy One Shot of Sad Matt Dusk (-1257)                    |
| 2008 | Bohemian Rhapsody Queen   | Hotel California Eagles   | Avond Boudewijn de Groot            | 7,1 miljoen       | 0    | 133 | 1237 | 618  | -                                              | Love Is Like Oxygen The Sweet (860)                                    | A Long December Counting Crows (-1305)                                  |
| 2009 | Bohemian Rhapsody Queen   | Hotel California Eagles   | Avond Boudewijn de Groot            |                   | 217  | 106 | 511  | 1159 | Viva la vida Coldplay (11)                     | Alive Pearl Jam (1821)                                                 | Make Me Smile (Come Up and See Me) Steve Harley & Cockney Rebel (-1257) |
| 2010 | Hotel California Eagles   | Bohemian Rhapsody Queen   | Avond Boudewijn de Groot            | bijna 2 miljoen   | 40   | 93  | 942  | 910  | A Night Like This Caro Emerald (22)            | Fix You Coldplay (1259)                                                | Black or White Michael Jackson (-1256)                                  |
| 2011 | Bohemian Rhapsody Queen   | Hotel California Eagles   | Child in Time Deep Purple           | > 3 miljoen       | 96   | 78  | 565  | 1250 | Someone Like You Adele (6)                     | The Cave Mumford & Sons (1089)                                         | Als de rook om je hoofd is verdwenen Boudewijn de Groot (-782)          |
| 2012 | Bohemian Rhapsody Queen   | Hotel California Eagles   | Stairway to Heaven Led Zeppelin     | 3,2 miljoen       | 99   | 80  | 744  | 1067 | I Follow Rivers Triggerfinger (79)             | Seven Nation Army The White Stripes (1529)                             | De stroom 3JS (-1065)                                                   |
| 2013 | Bohemian Rhapsody Queen   | Hotel California Eagles   | Stairway to Heaven Led Zeppelin     | 3,3 miljoen       | 60   | 68  | 893  | 966  | Oceaan Racoon (33)                             | Redemption Song Bob Marley (1265)                                      | Call Me Maybe Carly Rae Jepsen (-1172)                                  |
| 2014 | Hotel California Eagles   | Bohemian Rhapsody Queen   | Stairway to Heaven Led Zeppelin     | 3,8 miljoen       | 173  | 16  | 584  | 1215 | Home Dotan (82)                                | Home Again Kensington (1680)                                           | This Time John Legend (-796)                                            |
| 2015 | Imagine John Lennon       | Bohemian Rhapsody Queen   | Hotel California Eagles             | 4,5 miljoen       | 187  | 15  | 604  | 1183 | Hello Adele (23)                               | All for Nothing Kensington (1197)                                      | Empire State of Mind Alicia Keys (-1644)                                |
| 2016 | Bohemian Rhapsody Queen   | Hotel California Eagles   | Stairway to Heaven Led Zeppelin     | 6,5 miljoen       | 166  | 34  | 665  | 1122 | Starman David Bowie (270)                      | When We Were Young Adele (1559)                                        | I'm Not the Only One Sam Smith (-1162)                                  |
| 2017 | Bohemian Rhapsody Queen   | Hotel California Eagles   | Stairway to Heaven Led Zeppelin     |                   | 59   | 32  | 843  | 1051 | Shape of You Ed Sheeran (103)                  | Sad Man's Tongue Volbeat (1480)                                        | Famous Blue Raincoat Leonard Cohen (-889)                               |
| 2018 | Bohemian Rhapsody Queen   | Hotel California Eagles   | Piano Man Billy Joel                |                   | 111  | 49  | 749  | 1077 | Levels Avicii (260)                            | Whatever It Takes Imagine Dragons (1619)                               | Everytime I Think of You The Babys (-1021)                              |
| 2019 | Bohemian Rhapsody Queen   | Hotel California Eagles   | Piano Man Billy Joel                |                   | 73   | 26  | 799  | 1088 | Roller Coaster Danny Vera (4)                  | Let There Be Rock AC/DC (779)                                          | Let's Get It On Marvin Gaye (-787)                                      |
| 2020 | Roller Coaster Danny Vera | Bohemian Rhapsody Queen   | Hotel California Eagles             |                   | 70   | 37  | 790  | 1088 | Soldier On DI-RECT (12)                        | Uncharted Kensington (1635)                                            | Het land van... Lange Frans & Baas B (-1040)                            |
| 2021 | Bohemian Rhapsody Queen   | Roller Coaster Danny Vera | A Whiter Shade of Pale Procol Harum |                   | 64   | 28  | 768  | 1123 | La bohème Charles Aznavour (278)               | Guaranteed Eddie Vedder (1321)                                         | Dance Monkey Tones and I (-817)                                         |
| 2022 | Bohemian Rhapsody Queen   | Roller Coaster Danny Vera | Hotel California Eagles             |                   | 84   | 20  | 713  | 1163 | Noodgeval Goldband (55)                        | Leave the Door Open Silk Sonic (1443)                                  | Hoe het danst Marco Borsato, Armin van Buuren en Davina Michelle (-840) |
| 2023 | Bohemian Rhapsody Queen   | Roller Coaster Danny Vera | Hotel California Eagles             |                   | 70   | 25  | 699  | 1185 | Stiekem Maan en Goldband (180)                 | 505 Arctic Monkeys (1611)                                              | Enemy Imagine Dragons (-797)                                            |
| 2024 | Bohemian Rhapsody Queen   | Fix You Coldplay          | Hotel California Eagles             |                   | 61   | 43  | 849  | 1033 | Better Days Dermot Kennedy (6)                 | What Was I Made For? Billie Eilish (1396)                              | Higher Power Coldplay (-799)                                            |

## Prijzen
In 2003 won het programma de Marconi Award voor beste Nederlandse amusementsprogramma van het jaar. In 2007 won de Top 2000 het Gouden Radio-Oortje, als beste Nederlandse radio-evenement van het jaar. In 2015 won het programma de Gouden Roos, een belangrijke Europese prijs voor radio- en televisieprogramma's. In mei 2024 ontving het programma de Ere Zilveren Reissmicrofoon. Eind dat jaar werd de Top 2000 opgenomen in de Wall of Fame van het Nederlands Instituut voor Beeld en Geluid.

## Spin-offs
Een aantal boeken, cd's, televisieprogramma's en andere muzikale evenementen zijn gebaseerd op de Top 2000. Zo wordt sinds 2000 nagenoeg ieder jaar een cd-box uitgegeven met daarop een selectie uit de Top 2000. Tussen 2011 en 2014 werd er jaarlijks een Top 2000-magazine uitgebracht, met daarin de complete lijst en feiten over de Top 2000.

### Top 2000 à Go-Go
De NPS (sinds 2010 bij de NTR) begon in december 2002 met het uitzenden van het televisieprogramma Top 2000 à Go-Go op Nederland 3 (sinds 19 augustus 2014 NPO 3 geheten), gepresenteerd door Matthijs van Nieuwkerk met Leo Blokhuis. Top 2000 à Go-Go belicht elke Top 2000-avond een deel van de lijst met clips, reportages en interviews, een quiz en een muziekles van "pop-professor" Blokhuis.
In 2022 werd Van Nieuwkerk als presentator vervangen door Herman van der Zandt. Het programma wordt bovendien vanaf dat jaar uitgezonden op NPO 1. Sinds 2023 is de presentatie in handen van Diederik Ebbinge.

### Top 2000 Vinyl Voorpret/Top 2000 Pick-up tour
Vanaf 2017 zendt NPO 2 Extra deze serie uit waarin (voormalig-)NPO Radio 2-dj's en muzikanten in de lijst duiken en zijn of haar favoriete lied bespreken, ondersteund met fragmenten uit het archief van Fenno Werkman. In 2019 en 2020 werd dit programma tijdens de NPO Radio 2 Top 2000 dagelijks op televisie uitgezonden op NPO 1 onder de titel Top 2000 Pick-up tour.

### Concerten
Sinds 2003 organiseren NPO Radio 2 en de NPS (NTR) elk jaar een concert waarin Nederlandse artiesten een eigen nummer en een van een andere artiest uit de Top 2000 spelen. Het concert wordt begin december opgenomen en op Nieuwjaarsdag na de Top 2000 op televisie uitgezonden. In 2008 was er geen concert, maar werd een compilatie uitgezonden van de vorige edities. In 2013 werd Top 2000 in Concert eenmalig vervangen door de "Top 2000 Sing a Long". Sinds 2015 heet het programma "Helden van de Top 2000".
Daarnaast vindt sinds 2012 rond de jaarwisseling een theatertournee onder de naam Top 2000 Live plaats. Tijdens de show voeren gerenommeerde zangers, met ondersteuning van een blaasorkest, een selectie van de Top 2000 uit.
Tevens worden er sinds 2012 Top 2000-kerkdiensten georganiseerd door zeven protestantse kerken onder leiding van ds. Fred Omvlee om met de Top 2000-nummers (christelijk) geloof en (pop)muziek dichter bij elkaar te brengen. In 2020 en 2021 waren er geen concerten en kerkdiensten tijdens de Top 2000 vanwege de coronapandemie die in 2020 uitbrak en Nederland beide jaren rond Kerstmis stillegde.

### SubTop 2000 / Top 2000 Afkickdag/Net Niet Top 2000/Top 2000 Afterparty
In 2003 werd begonnen met een zogenoemde SubTop 2000: platen die de Top 2000 nét niet gehaald hebben. Deze uitzending vond plaats op 1 januari, in sommige jaren ook op 2 januari. Vanaf 2012 heette het de "Top 2000 Afkickdag". Op 1 januari 2017 werd hiermee gestopt en begon de reguliere programmering na afloop van de lijst. Op 1 januari 2021 werd deze traditie nieuw leven ingeblazen met de "Net Niet Top 2000". Op 1 januari 2023 werd dit vervangen door de "Top 2000 Afterparty". Daarnaast was er vanaf 1 januari 2017 de mogelijkheid de Top 2000 per uur terug te luisteren via de website van NPO Radio 2. Dit kon in 2019 via de optie "Gemist" op deze site met behulp van videofragmenten. Sinds 2020 heet deze optie "Terugkijken". Hier kan de lijst niet alleen worden teruggekeken per uur, maar ook per dag worden teruggeluisterd. 

### Top 2000 Quiz
Jaarlijks wordt in november, voorafgaand aan de stemperiode, een Top 2000 Quiz uitgezonden waarin zes deelnemers in drie paren aan de hand van fragmenten en muzikale vragen worden getest op hun kennis van liedjes uit de Top 2000. Vanaf 2020 zijn er per seizoen vier uitzendingen met in totaal achttien zogenaamde bekende Nederlanders. Van de eerste drie afleveringen plaatsen de winnaars zich voor de laatste (finale-)aflevering.
In november 2022 verviel dit onderdeel. Een deel was al opgenomen, maar verdere opnamen werden afgelast. Reden was dat presentator Matthijs van Nieuwkerk negatief in het nieuws was gekomen vanwege grensoverschrijdend gedrag achter de coulissen van De Wereld Draait Door.
In 2023 keerde de quiz weer terug met Thomas van Luyn als presentator. Die werd dat jaar niet voorafgaand aan de stemweek, maar in december uitgezonden. In 2024 werd de quiz zoals vanouds weer voorafgaand aan de stemweek uitgezonden. In de uitzending mogen alle deelnemers een nummer aandragen dat volgens hen niet in de Top 2000 mag ontbreken. Van het nummer wordt een korte video-opname getoond.

### Top 2000-boeken
De Top 2000 is de inspiratiebron geweest voor verschillende boeken. Een over de lijst zoals die de eerste vijf jaar was, drie over de nummers in de lijst en eentje vanuit wetenschappelijk oogpunt.
| Jaar | Titel                                                       | Auteur(s)                                                      | Inhoud                                                                 | ISBN          |
| ---- | ----------------------------------------------------------- | -------------------------------------------------------------- | ---------------------------------------------------------------------- | ------------- |
| 2003 | Het Beste uit de Radio 2 Top 2000                           | Johan van Slooten                                              | Over de honderd hoogst genoteerde nummers uit jaargangen 1999 t/m 2002 | 9789023011385 |
| 2008 | TOP 2000 10 jaar nummers, lijstjes en verhalen              | Arjan Vlakveld, Dirk Jan Roeleven, Edgar Kruize e.a.           | Jubileumboek naar aanleiding van tien jaar Top 2000                    | 9789020422009 |
| 2009 | TOP 2000 volume 2                                           | Edgar Kruize, Frank Janssen e.a.                               | Feitjes en interviews naar aanleiding van de nummers uit de Top 2000   | 9789020420166 |
| 2010 | TOP 2000 volume 3: Wonderful World                          | Edgar Kruize, Frank Janssen, Arnold le Fèbre e.a.              | Thematisch boek over de plaatsgebonden nummers in de lijst             | 9789020410662 |
| 2011 | De muziek zegt alles - De Top 2000 onder professoren        | Douwe Draaisma, Jeroen Hinloopen, Ad Vingerhoets e.a.          | Het fenomeen Top 2000 geanalyseerd door een twaalftal wetenschappers   | 9789020411522 |
| 2013 | Top 2000 - My Generation                                    | Jeroen Wielaert                                                | Interviews met bekende ouders en kinderen                              | 9789057309687 |
| 2015 | Het Grote Top 2000 à Gogo kijk-, lees-, en luisterboek      | Leo Blokhuis                                                   | Full colour-boek, met twee cd's en twee dvd's in luxe cassette         | 9789023495468 |
| 2019 | 20 jaar Top 2000 Het Grote Koffietafelboek inclusief 10" LP | Leo Blokhuis, Dirk Jan Roeleven, Herbert Pek en Arjan Vlakveld | Full colour-boek met LP                                                | 9789083014005 |

### Top 2000 puzzelboek
Sinds 2022 verschijnt elk jaar in december een Top 2000-puzzelboek van Denksport. Hierin staan puzzels en raadsels die te maken hebben met de Top 2000.

### Visual radio
Vanaf 2009 wordt de Top 2000 ook rechtstreeks uitgezonden op Cultura 24 (per 2014 NPO Cultura) en Nederland 3 (per 2014 NPO 3), met beelden van de radio-uitzending en sinds 2010 met beelden van het Top 2000 Café. De uitzending op Cultura 24 duurde in 2009 en 2010 van middernacht tot resp. 19.00 uur en 19.30 uur, en is sinds 2011 non-stop. Op Nederland 3 (NPO 3) wordt de nachtprogrammering ingevuld met de Top 2000. De uitzending op NPO Cultura is per 2018 verplaatst naar NPO 1 Extra.
De live-beelden zijn ook te zien op de website en in de app van NPO Radio 2.

### Top 2000 Café
Sinds december 2010 wordt in het Nederlands Instituut voor Beeld en Geluid in Hilversum een Top 2000 Café opgebouwd, van waaruit de NPO Radio 2 Top 2000, het bijbehorende nieuwsbulletin en het televisieprogramma Top 2000 à Go-Go worden uitgezonden. Het decor van het café werd in 2002 bedacht door regisseur Theo Uittenbogaard voor het televisieprogramma Zaal Hollandia. Belangstellenden kunnen tegen betaling het café bezoeken. In 2024 gaf een ticket voor vijftig minuten toegang. Vanaf 2022 is het café gedurende de uitzending van de Top 2000 24 uur per dag toegankelijk. Er is plek voor 150 bezoekers. Maximaal kunnen er dan 25.200 bezoekers naar binnen.

#### 2020-2021
De Top 2000-edities van 2020 en 2021 werden vanwege de coronacrisis zonder publiek uitgezonden, Nederland zat beide jaren rond Kerstmis in een lockdown. Het Top 2000 Café kon deze jaren wel dag en nacht virtueel worden bezocht via de website van NPO Radio 2.

#### 2022
Bij de editie van 2022 was het café weer fysiek toegankelijk. Was het café eerder van 3 tot 5 uur 's nachts gesloten, werd het in 2022 voor het eerst dag en nacht geopend. Belangstellenden konden voor 6,50 euro een ticket kopen dat maximaal vijftig minuten toegang gaf. Het café bleef ook virtueel toegankelijk.
In de nacht van 28 op 29 december werden door leden van de oudejaarsvereniging De Geitefok uit Oldeberkoop de drie lichtgevende letters gestolen die voor het gebouw van Beeld en Geluid het woord "TOP" vormen. De vereniging ontvreemdt jaarlijks vanaf 1952 als stunt vlak voor de jaarwisseling publieke eigendommen en brengt die vervolgens weer terug.

### Top 2000-themakanaal
Van 2005 tot 2016 was er een digitaal Top 2000-themakanaal, ook wel Radio Top 2000 genoemd, dat te beluisteren was via DAB en internet. Op dit kanaal was het hele jaar lang een herhaling van de Top 2000 van het afgelopen jaar te beluisteren.
De NOS, toen nog de overkoepelende organisatie van de Publieke Omroep, was in eerste instantie van plan hiermee te starten op 1 februari 2005, maar het Commissariaat voor de Media gaf hier geen toestemming voor. Volgens het Commissariaat zou het programma bestaan "uit een algemene, alle muziekgenres omvattende, verzameling van titels." Hierdoor zou de opzet te algemeen zijn om te kunnen spreken van een themakanaal, waardoor het hier ging om een verboden neventaak. Nadat de NOS hiertegen bezwaar had aangetekend, werd de zender alsnog toegestaan. Het kanaal is van start gegaan op 26 oktober 2005.
Wegens bezuinigingen bij de NPO, stopte het themakanaal op 1 april 2016, tegelijkertijd met dertien andere digitale radiokanalen.

### NPO Radio 2 Top 2000 Dossier
Vanaf eind mei 2023 werd 's nachts tijdelijk het NPO Radio 2 Top 2000 Dossier uitgezonden met muziek uit de Top 2000, dat alleen onderbroken werd door nieuws op het hele uur. Vanaf begin 2024 werd in de nacht tussen 2 en 4 uur en 's weekends tot 7 uur het NPO Radio 2 Top 2000 Dossier uitgezonden. In 2025 werd de uitzending op zondag vervangen en duurde die op zaterdag een uur korter, namelijk tot 6 uur.

### De Extra 500
In 2023 was de 25e editie van de Top 2000. Om dit jubileum te vieren werd de lijst eenmalig uitgebreid met vijfhonderd nummers. Deze lijst die 'De Extra 500' werd genoemd, werd van maandag 11 december t/m vrijdag 15 december uitgezonden en was volgens NPO Radio 2 een cadeautje voor de luisteraars. In deze lijst stond Als de rook om je hoofd is verdwenen van Boudewijn de Groot op de eerste plaats, dus feitelijk op plek 2001.

## Alltime-wetenswaardigheden
Onderstaande wetenswaardigheden zijn deels gebaseerd op een systematiek van puntentoedeling, waarin de positie van een nummer in een jaargang punten oplevert: aflopend van 2000 punten naar 1 punt.. Het jaar 2008 was een jubileumjaar waarin de lijst het gemiddelde van de voorgaande negen jaren was.
- De all-time nummer 1 is Bohemian Rhapsody en de opvolgende nummers zijn Hotel California, Stairway to heaven, Child in time en Brothers in arms. De top 5 van de Nederlandse all-time nummers begint met Radar Love van de Golden Earring op nummer 1. Avond van Boudewijn de Groot, Het dorp van Wim Sonneveld, Over de muur van het Klein Orkest en Pastorale van Ramses Shaffy en Liesbeth List zijn respectievelijk de nummers 2 t/m 5.
- Door alle punten van alle nummers per artiest op te tellen kan een klassement gemaakt worden van artiesten. The Beatles zijn op punten de all-time artiesten bij uitstek. Maar per jaargang werden ze echter in 2020 voorbijgestreefd door Queen. Op hun hoogtepunt (de periode 2004 t/m 2008) stonden The Beatles met 55 nummers in de Top 2000. In 2019 beleefde Queen zijn hoogtepunt met 37 nummers in de Top 2000 (inclusief 2 duetten). The Beatles hebben overigens nog nooit in de top 5 gestaan. De hoogste notering was plaats 6 met Yesterday en Hey Jude in de jaargangen 1999 en 2000.[87] In 2024 staan de Beatles nog met 29 liedjes in de lijst, Queen (inclusief duetten) met 33 liedjes.
- Boudewijn de Groot is op punten de all-time nummer 1 van de Nederlandse artiesten. Echter, per jaargang is BLØF van 2011 t/m 2020 op punten de nummer 1, alsmede in 2024. In het jaar 2021 was het Golden Earring. Dit hing samen met het stoppen van de band a.g.v. de ziekte van George Kooymans. De jaren 2022 en 2023 was de nummer 1 De Dijk. Tot en met 2006 was het Boudewijn de Groot en in de jaren 2007 en 2009 was het Marco Borsato die de eerste positie innam. Op zijn hoogtepunt (de periode 2005 t/m 2008) stond Boudewijn de Groot met 15 nummers in de Top 2000. In 2020 stond BLØF met 18 nummers in de Top 2000 en dat was ook in 2018 het geval. In 2022 nam De Dijk de nummer 1-positie over van BLØF. Zowel BLØF als De Dijk hebben nog nooit in de top 10 gestaan. De hoogste notering van BLØF was in 2018 met Zoutelande op 31 en van De Dijk in 2003 met Als ze er niet is op positie 92.[88]
- De jaren 70 zijn all-time de hofleveranciers van de Top 2000. Dit was tot 2017 ook voor elke jaargang het geval. Maar in 2018 en 2019 kwam de ommekeer en werd het overtroffen door de jaren 80 in het aantal geleverde nummers (2018) als het aantal punten (2019).
- Het jaar 1969 is op punten de all-time hofleverancier van de Top 2000. Voor wat betreft het aantal nummers hebben de jaren 1977 en 1979 all-time het stokje in 2022 overgenomen van het jaar 1969.
- Het jaar 1969 is voor wat betreft het aantal nummers de hofleverancier: gedurende 9 jaargangen de nummer 1. Zeven keer was het jaar 1979 de nummer 1. Maar sinds jaargang 2019 is het jaar 1984 de nummer 1.
- In 2024 zijn er nog 546 nummers die in alle jaargangen voorkomen en 1984 is met 61 nummers de hofleverancier. In 2024 vielen dertien nummers af.
- Drie nummers stonden in elke editie maar nooit bij de bovenste 1000 genoteerd: Midnight Train to Georgia van Gladys Knight & the Pips (hoogste plaats ooit: 1030), Gute Nacht, Freunde van Reinhard Mey (1032) en Skandal im Sperrbezirk van Spider Murphy Gang (1077).
- All-time zijn het Verenigd Koninkrijk en de Verenigde Staten de landen waar de meeste artiesten vandaan komen (beide gedurende 12 jaargangen). Vanaf 2014 zijn de Verenigde Staten de hofleverancier. Nederland is goede derde, maar op behoorlijke afstand (Nederland: gemiddeld 342 titels, Verenigd Koninkrijk: 688 en Verenigde Staten 684 titels). Deze drie landen omvatten 86% van alle nummers.
- In totaal hebben 4853 liedjes een notering gehad in de Top 2000 (2024). Sommige bronnen hebben het over 4852. Dat verschil wordt veroorzaakt door het nummer Popcorn, dat in de huidige opgave van NPO Radio 2 enkel in de uitvoering van Hot Butter in de lijst gestaan zou hebben. In 1999, 2000 en 2001 stond op de site van de Top 2000 The Popcorn Makers als uitvoerende. De twee versies verschillen heel weinig van elkaar.
- Alle Top 2000's tezamen (2024) bevatten nummers van 2105 unieke artiesten, waarvan 1344 met één notering.
- De artiesten met de meeste liedjes tot en met editie 2024 zijn The Beatles (60), The Rolling Stones (47), Queen (40), Coldplay (35), U2 (32), Michael Jackson (31), ABBA (29), Bruce Springsteen (28), Elvis Presley (27), David Bowie (26), BLØF (26), Bee Gees (24), Marco Borsato (24), Fleetwood Mac (24), Golden Earring(s) (23) en Ed Sheeran (23). Duetten zijn hierbij meegerekend.
- Het oudste lied dat tot nu toe in de lijst heeft gestaan is Rhapsody in Blue van George Gershwin uit 1924. Deze compositie bereikte haar hoogste notering in 1999 en stond toen op de 599e plaats. In de jaren 2002 en 2003 was het lied afwezig om terug te komen in de edities van 2004 en 2005. In 2006 verdween het lied (vooralsnog definitief) uit de lijst. De eer van oudste lied bleef in 2006 bij Gershwin. Zijn Summertime (uit de opera Porgy and Bess), vertolkt door Billie Holiday uit 1936, was tot en met 2013 het oudste lied. In 2014 verdween het uit de lijst. Holidays Strange Fruit uit 1939 was sindsdien, tot en met 2015 samen met We'll Meet Again van Vera Lynn, de oudste plaat in de lijst. In 2016 stond We'll Meet Again er niet meer in, waarmee Strange Fruit de oudste notering was in de Top 2000 van 2016. In 2017 was ook dit lied uit de lijst verdwenen, waardoor er voor het eerst geen vooroorlogse plaat in de Top 2000 stond. De drie oudste liedjes uit de lijst werden toen Heartbreak Hotel, Love Me Tender (beide van Elvis Presley) en I've Got You Under My Skin (van Frank Sinatra). Deze zijn alle drie uit 1956. In 2018 kwam Blue Suede Shoes van Elvis Presley nieuw binnen in de Top 2000. Ook dit lied komt uit 1956, waardoor de lijst toen vier liedjes uit dit jaartal kende. In 2019 verdween I've Got You Under My Skin uit de lijst en in 2020 Heartbreak Hotel, waardoor de twee oudste liedjes uit de lijst nu (2024) van Elvis Presley zijn.
- De oudste melodie die in de Top 2000 heeft gestaan is In dulci jubilo van Mike Oldfield, van 1999 tot en met 2013 genoteerd in de Top 2000. Het is een Duits kerstlied uit 1328.
- De oudste liedtekst is Rivers of Babylon van Boney M., wat een bewerking is van Psalmen 137 en 19 uit de Bijbel, Psalm 137 is mogelijk al geschreven tijdens de Babylonische ballingschap (597-539 v Chr.) van de Joden door de Babyloniërs onder Nebukadnezar II. Rivers of Babylon heeft in alle lijsten gestaan, behalve die van 2015.
- 546 liedjes hebben in alle 25 edities (inclusief 2008, tot en met 2024) genoteerd gestaan, van in totaal 311 verschillende artiesten. Hieronder zijn nummers van Beatles (20 keer), ABBA (13), Rolling Stones (12) en Queen (11, waarvan een in duet met David Bowie).
- 172 liedjes die pas na 1999 zijn uitgebracht staan sinds het jaar van uitkomen ook onafgebroken in de lijst. Ze hebben daarmee dus niet alle 26 edities gehaald maar wel alle lijsten sinds het moment dat het nummer uitkwam. Hieronder vallen ook 11 liedjes die in 2024 zijn uitgekomen en meteen in de Top 2000 terecht zijn gekomen.
- Het langstdurende lied dat tot de editie van 2022 in de lijst heeft gestaan is Tubular Bells (Part: I) van Mike Oldfield (25 minuten en 31 seconden), dat in 2021 Pink Floyd met Echoes (23 minuten en 30 seconden) van de troon stootte nadat werd besloten de albumversie van Tubular Bells te gaan draaien.
- Het kortste lied is 36-24-36 van The Shadows (1961), met een duur van 1 minuut en 39 seconden.
- Ramses Shaffy en Pink Floyd zijn de enige artiesten die met drie liedjes tegelijk in de top 10 stonden. Shaffy deed dit in 2009, het jaar waarin hij overleed, Pink Floyd deed het in 2012, 2013 en 2014.
- Tussen 1999 en 2006 steeg het gemiddelde jaar dat de liedjes uitgekomen zijn slechts langzaam (van 1975 naar 1977), waarmee de gemiddelde leeftijd steeg van bijna 24 jaar tot iets boven de 28 jaar. Vanaf 2006 bleef de gemiddelde leeftijd rond de 28 jaar, met een maximum van 28,8 in 2017 en minimum van 28 in 2011. In 2018 nam de gemiddelde leeftijd toe tot 30,1 jaar, in 2019 waren de liedjes gemiddeld 30,8 jaar oud. In 2020 nam de gemiddelde leeftijd weer iets af, naar 30,54 jaar, waarna ze in 2021 gemiddeld genomen weer iets ouder waren, namelijk exact 31 jaar. In 2022 steeg de gemiddelde leeftijd naar 31,6 jaar en in 2023 naar 31,8 jaar. In 2024 steeg het gemiddelde naar 32,3 jaar.

## Varia
- Enkele personen begonnen in de aanloop naar de Top 2000-editie van 2018 een initiatief om het aandeel vrouwelijke artiesten in de Top 2000 te verhogen. Getracht werd om de stemmers te bewegen vaker op een vrouwelijke artiest te stemmen.[89] De initiatiefnemers hadden geconstateerd dat maar 16% van de noteringen een vrouwelijke artiest betrof, waarbij deze 16% bovendien ook de bands met zowel mannen als vrouwen erin omvatte. De actie kreeg de naam "Top 2000 VrouwenStemmen" mee.